# Pyrrhogyra athene
Pyrrhogyra athene är en fjärilsart som beskrevs av Hans Fruhstorfer 1908. Pyrrhogyra athene ingår i släktet Pyrrhogyra och familjen praktfjärilar. Inga underarter finns listade.